# 想刻のペンデュラム
『想刻のペンデュラム』（そうこくのペンデュラム）は、鳥生浩司による日本のライトノベル。イラストは石田あきらが担当している。電撃文庫（メディアワークス）より2005年7月から2006年9月まで全4巻が刊行された。

## ストーリー
北を山に囲まれ、南を海で閉ざされた。さして都会でもない街の夜。そこに人間離れした動きでビルの上を飛び移る亜麻色の髪をした老人と、それを追う太刀を携えた巫女装束の少女の姿があった。少女は老人を包んでいた蒼い光を消し去ると安堵の息を吐く。その光景を見届ける死鎌を担ぐ黒いセーラー服の少女は、紅い翼で羽ばたきその場を去る。
海辺に位置する地方都市、八月の泰来市にあるカラオケボックスで働く学生、降旗 洸は店長が営業の話で持ち場を離れていたため、友人の真咲 健太と共に留守の間客の相手をしていた。そこに妹のかれんが彼女の彼氏と紹介された結城 誓人と親友の菜摘 絢を連れて他愛もない話をしながら日常をかみ締めていた。その勤務場所の客だった男が、亜麻色に染まる髪と獣のような声を上げて騒ぎを起こすまでは…。異常な疾さで傷が直る誓人の身体の異変、大量の血と着ていた服、土くれのような塊を残して消えた男、何事も無かったかのようにその場で眠り続ける絢。この出来事が間もなく街を支配する惨劇の前兆と、自らの出生に秘められた秘密の鍵だとは、この時の洸には知る由がなかった。

## 用語
三支族
四千年前、中近東に存在した『喪われし使徒たちの国』と呼ばれる王国に住んでいた十の支族のうち、ガド、レビ、アシェルの三つの支族のこと。『喪われし使徒たちの国』は唯一神と戦って勝ったヤコブの子孫が住む国であり、そこに住むヤコブの末裔には神から「自然干渉術（カバラ）」が与えられ、これによって優れた文化と精神が培われていた。
レビ
神事を司る支族。『喪われし使徒たちの国』にその繁栄を嫉んだ隣国の民が攻め入ってきた時、応戦を説くガドをアシェルとともに抑えた。これにより支族は戦わずして祖国を失うことになる。その後渡来した日本で起こったアシェルとガドの争いを調停しようとしたが、数も少なく性質も温和なレビ族にその力は無かった。
“ルルドの泉”と呼ばれる唇を重ねる事で自身の体力を相手に分ける力を持つ。また、ガドの戒も使用していることから血筋に限ったことではない様子。
アシェル
平和を尊ぶ支族。だが、日本列島渡来後に先住民族たる土着民（オリジン）の扱いをめぐってガドと意見が衝突し、やがて両者間で争いが起こる。劣勢に立たされ、土着民の協力を得ても戦況を覆すことができなかったアシェルは聖骨という禁忌の力に手を出してしまう。
ガド
好戦的な戦士の支族。渡来後に土着民たちを力で支配することを唱え、それに反対するアシェルと対立した。その結果、勃発した戦いでアシェルに敗北し、滅亡寸前に追い込まれた。聖骨の力を戦いに用いてしまった罪悪感からアシェルはわずかな生き残りを放置したが憎しみが消えることはなく、復讐を誓ったガドたちは土着民に溶け込みながら力と怨念を血に潜ませていった。祖先の目的を果たすのに十分なほど血族の数がそろった時、徐々に子孫たちは血に目覚め始める。そして血に目覚めたガドの子孫は正気を失い、祖先の血がもたらす人間離れした力でガド以外の人間を殺そうとする。
ガドの申し子
目覚めたガドたちを統べる王となり得る者。血に目覚めたガドの子孫は正気を失うのだが、ガドの申し子だけは正気を失うことが無い。
自然干渉術（カバラ）
神が『喪われし使徒たちの国』に住む十支族を祝福し、与えた『神に近い力』。精霊を使役することで文字通り自然界に干渉できる。現代でも支族の血を濃く受け継いだ子孫の中には自然干渉術を行える者が存在する。
聖骨
ヤコブの遺骨。自然干渉術を増幅し強大な力を発揮する。日本に渡来した後に起こったガドとアシェルの争いにおいて、劣勢に陥ったアシェルが戦況を覆すためにこれを使い天変地異を降らせて勝利を収めた。この戦いの後、聖骨はアシェルの七つの血族に霊的存在として封印された。以降、聖骨は代々第一子に受け継がれている。
封骨者（シールド）
ヤコブの遺骨である聖骨を受け継いだ者。その中でも聖骨を守る為に近親婚を重ねた結果、それぞれ七つの支族の中で血を最も濃く引くに到った者を呼ぶ。
天使
七つの聖骨の中に封じられていて、封骨者に魂断（タマダチ）を使うことによって目覚める。天使が目覚めると、封骨者の意識は乗っ取られてしまう。
恢国騎士団
ガドの救済を目的に活動するガドの申し子だけの集団。ガドの手により『喪われし使徒たちの国』を回復しようとする。

## 登場人物

### 主要人物
降旗 洸（ふりはた こう）
本編の主人公。景天学園に通う高校2年生。アズラエルの封骨者。かれんという双子の妹がいるが洸とは別の高校に通っている。両親を失ってからはバイトに励んで家計を支えている。封骨者として生まれた事は両親から告げられる前に他界されたために何も知らずに日常を過ごしていた。聖骨は宿主の命を奪う程の危険な力のために沙夜から戦闘は禁じられたが不完全ながら制御に成功し、彼女を相手に特訓をしている。一磨は洸の内にあるもう一つの存在による結果と語っている。
得物は音速の斬撃が可能な両刃の大剣『楔斬刀（サンクレディア）』。10メートル近い長さで一磨は武器として巨大過ぎることを指摘していたが、IV（最終）巻の終盤で光速の振り抜きで衝撃波（ソニック･ウェイブ）現象を引き起こす細身の両手剣『サンクレディア・バスタード』に変化する。
エノク
洸の内に潜んでいた存在。その正体は最初の封骨者にして当時のガドを皆殺しにしてきた者の意志。洸が力に呑まれず暴走しなかったのはこの存在によるもの。なぜ洸の身体を乗っ取らずに力を貸していたのかは物語の最後に明かされる。
降旗 かれん（ふりはた かれん）
県立泰来北高（後に景天学園）に通う洸の双子の妹。ジブリールの封骨者。兄である洸に対して兄妹以上（身体を近づけたり、キスを求めるなどと少々危険な流域に入ることも）の想いを抱いている。また、それが原因で危機に陥ることもある。両親を失ってからはバイトで忙しい兄のために家事をして家計を支えている。旅客機で韓国への修学旅行に向かう最中、暴走した誓人と絢の戦いによる墜落事故で絢を庇い、炎の刃で燃えて消滅するがその意識は暴走を続ける誓人を止めるために彼やリリスの前に現れ、現在はリリスの身体で生きている。
沙夜の洸に対する気持ちに気づいており、彼女の背中を押す時もあれば負けじと目の前で接近して攻撃している。
リリス
誓人に従い慕う、かれんと全く同じ姿をした少女。強力な自然干渉術師（カバリスト）。誓人は彼女をかれんとして手に入れようとしていたが結局彼女も洸の優しさにふれ、彼を選んでしまう。それによって見限られ手にかけられそうになり、最後は肉体を残して消滅したかに見えたが辛うじて意識は残っており、自分の身体をかれんの意識に渡した。その後も表に出たり意識だけで会話することも可能。精霊を操る事に長けており、戦闘では火精（ザラマンダー）、風精（ジルフ）、水精（ウインダイン）の力を借りて戦う。
かれんの親友である絢からは当初「人形」と呼ばれ、人として見られずにいたが後に認められ名前で呼ばれるようになる。
料理の腕はかれんに劣る処か、洸評して「沙夜に負けない」。
三刀 沙夜（みがたな さよ）
洸の幼馴染。景天学園に通っており、洸のクラスメイト。大闢神社という神社の娘。調停者たるレビ族の血を引いている。巫女装束に鍔の無い刀「伊都之尾羽張（イツノヲハバリ）」を携えた姿で目覚めたガドを封じる。巫女装束に似合わぬ銀のロザリオは、レビの正統後継者の証で、不慮の事故で亡くなった兄から受け継いだもの。ヘヴィメタバンドが好きで（絢から趣味が悪いと言われている）知識も豊富に持って高いテンションで解説する一面を持つ。料理は幼少の頃から下手で「焼き魚を丸焦げ」にしたり、「おひたしが液体漬け」だったり「野菜が綺麗に切れずに繋がったまま」や「揚げ物は周りが炭の状態で中身が生っぽい」状態（本人は「見た目は関係ない」と言い張る）などと不器用さを晒している。
式神で分身でもある八咫烏の眼を介して離れた場所の様子を見ることが可能な他、背中に乗って移動手段としても用いる。
II巻から洸を異性として意識するようになるが、彼がいつもかれんと一緒にいることもあってはっきり言い出せず、洸にも気づいてもらえない。
真咲 健太（まさき けんた）
洸の友人で県立泰来北高（後に景天学園）に通っている。テコンドーを修めており、その腕前は達人級。ガドの子孫であり墜落事故の際に覚醒したが、学校の友人達を失った悲しみによって、正気を失うことなくその力を使いこなす。自分の命を狙っていた絢や友人の洸らが敵である自分を受け入れた事で普段の様に生活しつつ、彼らの助けとなる。
沙夜に気がある様で「巫女サン」と呼びつつ事ある毎に彼女をからかうが、発言に遠慮がないので度々殴られる。その気持ちもあって沙夜の兄でありながら彼女を捨てた一磨に怒りを感じる他、自分のテコンドーを扱われるなど洸以上に因縁がある。
菜摘 絢（なつみ あや）
かれんと同じ高校に通う親友。アシェルの子孫の中でも最も強力な血族に生まれた少女。アシェルの猟犬として紅刃の死鎌（サタナエル）を振るい、目覚めたガドを狩る。サタナエルは普段、L字型のイヤリングとなって彼女の左耳につけられている。誓人との戦いで引き起こされた墜落事故で一人生還し、景天学園に転校。洸と同じクラスに編入される。沙夜からは人間であるガドの子孫を容赦なく狩る事から嫌悪されており、「バカ犬」と呼ばれているが、お互いの人柄に触れ合う内に距離を置かなくなっていく。
自分に恋心を抱く戒には、自分が片思いしていた誓人のことや立場もあって答えを出せなかったものの、自分を女性として見る彼の思いに押され、申し子として覚醒した戒を殺さずに止める事に成功し、受け入れる事を決める。
サリエル / 三刀 一磨（みがたな かずま）
常に左目を閉ざした長身の青年。左目に邪眼（イーヴィル･アイ）の力を持ち、洸に宿るアズラエルを『我が同胞』と呼ぶ。得物は『サジフツとミカフツ』という二つの短剣を使用する他、合気道も熟知している。
正体は、沙夜の兄である三刀一磨が封骨者の力を手に入れて意識を乗っ取られた成れの果て。サリエルの意識は消えて一磨としての自分を取り戻すも、人間を棄て、天使さえ越えた存在になると宣言し、帰りを望んだ沙夜の思いを否定して決別する。サンクレディア・バスタードの力の片鱗を見せた洸を自分以上の存在に成りうるとして、彼を倒すことを最大の目標と定める。その過程で健太のテコンドーを吸収した。
自他共に悪人と認めて洸や健太と幾度もぶつかる一方、彼らの身近な人間に力を貸すなどと、真意が読めない。

### ガドの申し子
結城 誓人（ゆうき せいと）
かれんの彼氏として洸と健太のバイト先のカラオケ店に来店した端正な顔立ちの少年。その正体はガドの申し子。魂を喰らう翼槍（カドケゥス）を持ち、ある目的の為に覚醒したガド達の魂を取り込ませて、力を蓄えている。兄妹でありながらかれんに異性として見られていた洸に強い嫉妬心を覚えており、カドケゥスに宿る意思によって暴走されていたが、当人はその意思を抑え込んだと思っていた。
七枷 壬琴（しちかせ みこと）
恢国騎士団のメンバー。『戦輪（ヴィシュヌ）』、『戦乙女（カーリー）』と名付けられた二つの蒼いチャクラムを得物とする好戦的な女性。口癖は「はン」。彼女も誓人と同じくガドの申し子である。誓人に恋心を抱いていた節があり、同じ「狂った人殺し」だと必要以上に絢と戦う事に執着、かれんには憎悪を見せていた。綾を知る内に誓人への思いより彼女との決着に拘る。恢国騎士団解体後、意外な姿で絢達と再会する。
祝部 戒（はふりべ かい）
冬休みの一部を利用した修学旅行で洸たちが滞在する古都・飛鷹市のレビ。得物は太刀のアマツキツネ。やや天然。ガドの子孫と戦っていた絢と遭遇して一目惚れする。彼女と話す時は緊張して言葉をまともに口に出せず、洸とかれんから助言を受けつつ歩み寄る。
本当は飛鷹市のガドの申し子。ガドの血に流れる憎悪が目覚めることの無いように、レビとして育てられていたが、その育ての親は戒が成長する前に死んでしまう。暴走して絢と戦闘になるが、洸の説得が届いて戦意を鈍らされ、絢に生きたまま抑えられる。その後は絢にプレゼントされたマフラーを染められた彼女の血で自我を保っている。
司教
誓人や壬琴が所属していた恢国騎士団を率いる少年。本名は不明。得物は紅い刃の刀「血生丸」。その正体は『島原の乱』の一揆軍の生き残り。この戦はガドが怒りの日を迎え、一斉に暴走した最初の出来事であり血生丸にその犠牲者の怨念が宿っていた。ガドの魂を全て浄化するためにカドケゥスの力で聖花の身体に魂を集めさせ、共に心中しようとするが、彼女でさえ抑え切れない血生丸の怨念まで奪われたために彼女の身体を魂の狂気に奪われ、さらに自身が仲間の怨念から解放されたことに安堵していたのに気づき、自暴自棄になる。
天椿 聖花（あまつばき せいか）
司教の義理の妹。火精（ザラマンダー）を自在に操る。得物は普段は黒いレースの手袋になっている黒い篭手の「黒き姫（シュヴァルヒルダ）」と「焔姫（フラムヒルデ）」。11歳の誕生日、ガドに覚醒させまいと父親に殺されそうになり、無意識の力で逆に焼き殺しかけたが、止めを司教が刺す事で手にかけたのが自分ではないとされて心を救われた過去を持つ。義理とはいえ兄の司教に対して恋心に等しい感情を持っており、彼と度々口付けを交わす（壬琴いわく、聖花最高の感情表現。同じ様な気持ちを洸に抱いているかれんからは「羨ましい」とまで言われる）。司教がメンバーを殺し合わせた内で、その場にいなかった壬琴を除いて一人生き残り、カドケゥスの力でガドの魂を集める器、聖贄の羊（エウカリスト）に選ばれる。彼女がガドの魂を集めた状態で死ねば、その全ての魂を浄化できる筈だったが、司教を苦痛から解放しようと彼が背負っていた血生丸の狂気まで望んで奪ってしまう。

### その他の人物
石葉 螢（いしば けい）
洸の友人で景天学園の生徒。和樹（かずき）という男子と付き合っていたが彼がガドの子孫として覚醒してしまい、目の前で絢に殺されたために彼女を憎んでいたが沙夜に真実を告げられ考えた結果、和樹が復讐を望んでいないという結論に至って絢を受け入れた。
その後は彼女とも親しんで、絢の口から男性（戒）の事を聞く仲まで発展している。
綾長 真奈瀬 （あやなぎ まなせ）
洸達のクラスメイト。誓人死後に彼の手を離れたカドケゥスの意志にとり憑かれてしまい、それを取り出そうとする壬琴に命を狙われる。解放された後に自分の身に起こったことを説明され、螢と親しくなる。彼女程事件の中心には関わっていない。
三刀 京次（みがたな きょうじ）
沙夜の父親。酒好きで調子に乗ると未成年の洸らにも飲ませようとする。
三刀 梓月（みがたな しづき）
沙夜の母親。娘と違って料理はかなりの腕前。京次の酒癖には目を瞑って（というより承諾）いる。

## 既刊一覧
- 鳥生浩司（著）・石田あきら（イラスト）、メディアワークス〈電撃文庫〉、全4巻
  - 『想刻のペンデュラム』、2005年7月10日発売[2]、ISBN 9784840230919
  - 『想刻のペンデュラムII』、2006年1月10日発売[3]、ISBN 9784840232791
  - 『想刻のペンデュラムIII』、2006年5月10日発売[4]、ISBN 9784840234375
  - 『想刻のペンデュラムIV』、2006年9月10日発売[5]、ISBN 9784840235563